# 斯梅代雷沃
斯梅代雷沃（塞尔维亚语：／）是位于塞尔维亚东北部的一个城市。斯梅代雷沃是波杜那瓦州的首府城市。市区人口77,808人，全市人口109,809人。斯梅代雷沃是一座工业城市，钢铁产业是当地的支柱产业。